# Camillo Mantovano

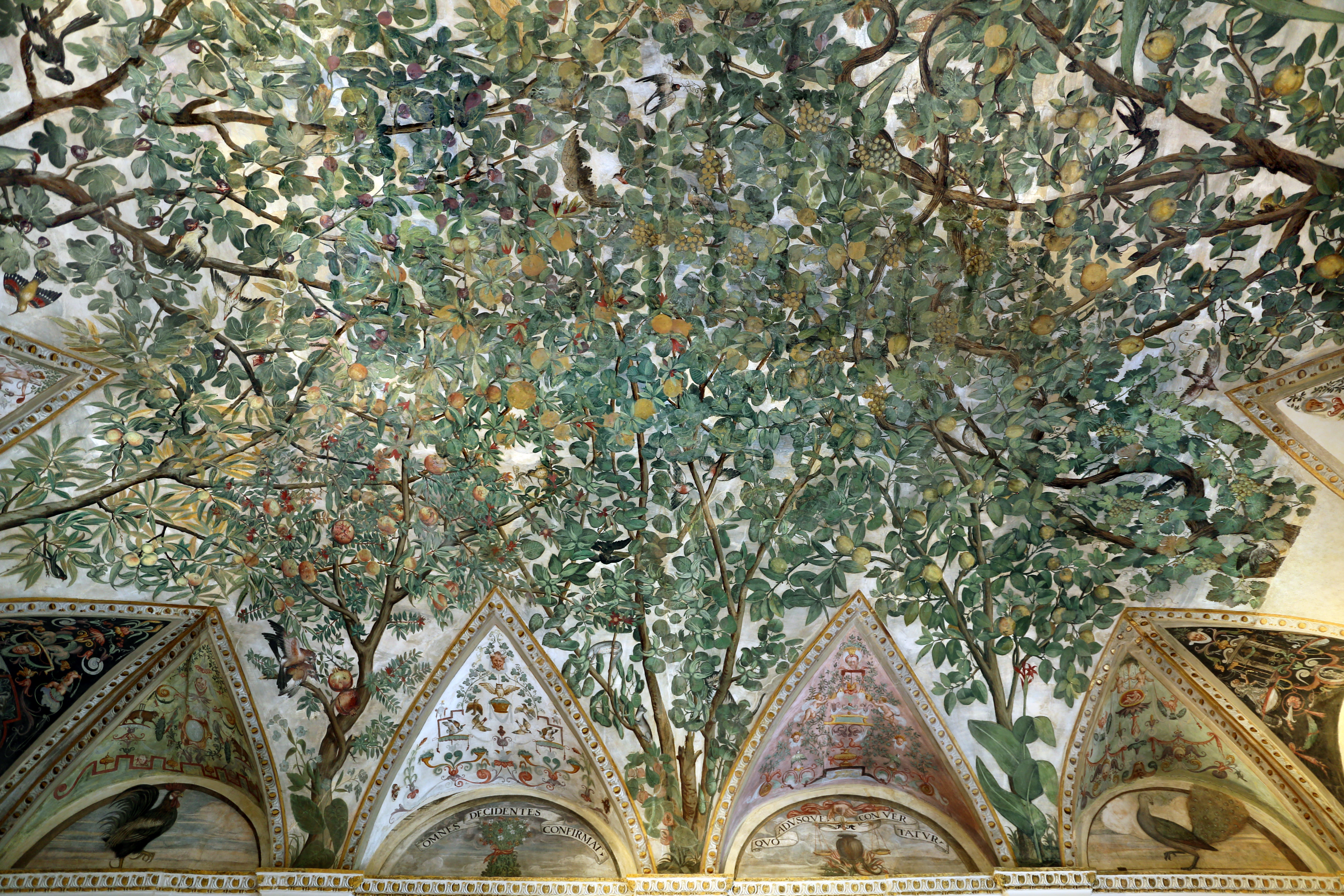
La sala a fogliami di palazzo Grimani a Venezia

Camillo Capelli, detto Camillo Mantovano (Mantova, XVI secolo – Venezia, 13 ottobre 1568), è stato un pittore italiano.

## Biografia
Fu al servizio del duca di Urbino Francesco Maria I Della Rovere e di Isabella d'Este, duchessa di Mantova.
Affrescò, per la Sala di Psiche di Palazzo Grimani di Santa Maria Formosa a Venezia, delle candelabre. Per il soffitto della stessa stanza lavorarono assieme Francesco Menzocchi e Francesco Salviati.
Sempre per Palazzo Grimani, negli anni '60 affrescò la stanza cosiddetta a fogliami, soffitto che celebra la natura, rigogliosa di piante e fiori e nasconde negli emblemi delle lunette messaggi riguardanti le vicissitudini di Giovanni Grimani. Realizzò anche il soffitto della Sala da pranzo e le decorazioni della sala che precede la Cappella.